# Małgorzata Górska
Małgorzata Górska és una activista i conservacionista polonesa, que va tenir un paper integral en el moviment per protegir la Vall de Rospuda al nord-est de Polònia, una de les últimes autèntiques zones salvatges d'Europa. Ella prové de la regió de Trzcianne a Podlaskie Voivodship, Polònia.

## Biografia
Małgorzata Górska treballa per a la Societat Polonesa per a la Protecció de les Aus. Des de l'any 2002 ha estat impulsant una campanya per canviar el traçat previst de l'autovia Via Bàltica (Ruta E67 Europea) per tal de preservar la Vall de la Rospuda. El 2010 va guanyar el Premi Mediambiental Goldman pels seus èxits, sent la segona polonesa de la història en guanyar-lo, després de Jadwiga Łopata el 2002. A més, juntament amb el seu marit dirigeixen una casa d'ecoturisme a la Vall de Biebrza.

## Contribució a la preservació de la Vall de Rospuda
Quan es van fer plans per construir l'autopista Via Bàltica a través de les úniques zones verges de la Vall de Rospuda, Małgorzata Górska va iniciar la seva campanya per instar els polítics a canviar els plans. El 2002 va impulsar una coalició d'activistes i organitzacions, com ara WWF Polònia, Greenpeace, la Xarxa Verda Polonesa i la Societat Polonesa per a la Protecció de les Aus. Va ser coorganitzadora d'un moviment públic durant el qual la gent portava un llaç verd per mostrar suport a les seves idees. Małgorzata Górska va ser activa als mitjans de comunicació, va fer entrevistes i va participar en nombrosos debats. Les revistes i diaris es van fer ressò de les seves accions.
Quan Polònia va entrar a la Unió Europea l'any 2004, la vall de Rospuda es va convertir en una àrea protegida gràcies al programa Natura 2000. Tanmateix, les seves negociacions amb el govern polonès encara no van donar els resultats desitjats. L'any 2007 la Comissió Europea va traslladar el cas al Tribunal de Justícia de la Unió Europea. Finalment, el Parlament Europeu va elaborar un informe sobre el tema. Al mateix temps, els tribunals polonesos van anunciar en tres ocasions que la ruta planificada no era compatible amb la llei polonesa.
Després de vuit anys de lluita, el març de 2009 el govern polonès va declarar que la ruta es canviaria i que no es creuaria amb la vall de Rospuda.
Malgrat que l'objectiu original s'ha assolit, Małgorzata Górska no es va aturar aquí. Es necessitava un canvi de ruta per no interferir en les àrees protegides del bosc primigeni de Knyszyn, els pantans de Biebrza i el bosc primigeni d'Augustów. Finalment, el 20 d'octubre de 2009 es va planificar un canvi d'itinerari per a aquestes seccions de ruta controvertides i aquests terrenys es van salvar de la destrucció.

## Premi Mediambiental Goldman
El 2010, Manana Kochladze, que està associada a Bankwatch i és la guanyadora del Premi Mediambiental Goldman 2004, va nominar Małgorzata Górska al Premi d'aquell any. L'organització Polish Green Network, sòcia de Bankwatch, va iniciar la sol·licitud per al premi Goldman. Małgorzata Górska va guanyar el premi i va ser convidada a la cerimònia a San Francisco, però abans va assistir a nombroses reunions, una d'elles amb el president dels Estats Units, Barack Obama.